# Rhyder
Nguyễn Quang Anh (sinh ngày 18 tháng 3 năm 2001), thường được biết đến với nghệ danh Rhyder hay Quang Anh Rhyder (viết cách điệu là RHYDER), là một nam ca sĩ kiêm nhạc sĩ sáng tác ca khúc, rapper và nhà sản xuất thu âm người Việt Nam. Nổi danh từ khi đoạt giải quán quân ở mùa đầu tiên của cuộc thi truyền hình Giọng hát Việt nhí, anh bắt đầu tham gia các hoạt động âm nhạc với vai trò ca sĩ. Tuy lúc đó chỉ mới 12 tuổi, nhưng anh đã được giới chuyên môn và khán giả đánh giá cao bởi khả năng ca hát, cảm thụ âm nhạc và phong cách trình diễn nghệ sĩ của mình. 
Năm 2023, Rhyder gây sự chú ý trở lại với công chúng khi tham gia mùa thứ ba của cuộc thi Rap Việt. Cuối năm đó, anh cho ra mắt đĩa đơn "Chịu cách mình nói thua" và gặt hái được nhiều thành công về mặt thương mại. Năm 2024, anh trở nên đột phá trong mùa đầu tiên của chương trình Anh trai "say hi" với ngôi vị á quân, đồng thời lọt vào đội hình nhóm nhạc năm thành viên xuất sắc nhất.

## Tiểu sử
Rhyder sinh ngày 18 tháng 3 năm 2001 tại thành phố Thanh Hóa trong một gia đình khá khó khăn. Mẹ anh là Lê Thị Nghĩa, một công nhân môi trường. Năm Quang Anh lên 5 tuổi, bố mẹ ly hôn, sau đó bố đi bước nữa. Mẹ phải khó khăn mưu sinh một mình nuôi 2 anh em ăn học.
Mẹ Quang Anh đã từng là một diễn viên chèo, anh trai là Nguyễn Quang Thắng (sinh năm 1992) cũng hoạt động trong đoàn chèo của tỉnh Thanh Hóa; Quang Anh thừa hưởng được niềm đam mê nghệ thuật từ mẹ và anh trai. Từ năm 3–4 tuổi, cậu bé Quang Anh đã biết cầm mic hát karaoke mặc dù chưa biết chữ.
Vì hoàn cảnh gia đình mà Quang Anh không có điều kiện học tập và sinh hoạt trong các nhà văn hóa; anh đều tự mày mò học hát và được mẹ và anh trai chỉ bảo. Chỉ đến khi Quang Anh bắt đầu tham gia cuộc thi Giọng hát Việt nhí, mẹ Quang Anh mới nhờ một cô giáo thanh nhạc là Phạm Hoàng Hiền để dạy anh một số bài hát để đi thi.

## Sự nghiệp

### Tham gia "Liên hoan tiếng hát Hoa phượng đỏ" thành phố Thanh Hóa
Năm 2011, Quang Anh mắc căn bệnh viêm màng não, phải chạy chữa một thời gian. Cũng trong khoảng thời gian đó, Quang Anh đăng ký tham gia Liên hoan Tiếng hát Hoa phượng đỏ của thành phố Thanh Hóa và đã đoạt giải Nhất với ca khúc "Lý kéo chài".
Sau đó, Quang Anh bắt đầu tham gia các hoạt động văn nghệ của trường, lớp, huyện, hát trong các đám cưới.

### Tham giaGiọng hát Việt nhí
Lúc đầu, Quang Anh biết đến chương trình truyền hình Giọng hát Việt nhí mùa 1 và xin mẹ đi thi nhưng mẹ của cậu bé không đồng ý vì hoàn cảnh gia đình khó khăn. Tuy nhiên, vì niềm đam mê âm nhạc cháy bỏng của cậu bé, cuối cùng mẹ cũng quyết định vay mượn khắp nơi thu xếp cho hai anh em Quang Anh vào Sài Gòn. Anh trai cũng là người chăm sóc, đưa đón Quang Anh đi tập luyện, phỏng vấn, sự kiện, dự thi 
Suốt cuộc thi, được sự hướng dẫn và huấn luyện từ cặp đôi Huấn luyện viên Hồ Hoài Anh - Lưu Hương Giang, Quang Anh gây ấn tượng mạnh với khán giả bởi giọng hát nội lực và khả năng biến hóa khôn lường qua từng vòng thi bằng một loạt các ca khúc "Đám cưới chuột", "Chiếc khăn piêu", "Sắc Màu". Quang Anh nhận được rất nhiều tình cảm yêu mến và sự ủng hộ lớn từ khán giả.
Ngày 7 tháng 9 năm 2013, với 215.903 phiếu bình chọn từ khán giả, Quang Anh đã xuất sắc vượt qua cô bé dân ca Phương Mỹ Chi để trở thành Quán quân mùa đầu tiên của Giọng hát Việt nhí. Chiến thắng của Quang Anh ngay sau đó gây ra một cuộc ý bàn luận và tranh cãi. Tuy nhiên, đa số khán giả xem truyền hình đều bằng lòng trước chiến thắng của Quang Anh.
Với số tiền giải thưởng trị giá 500 triệu, Quang Anh đưa hết cho mẹ sửa nhà và lo cho việc học tập sau này. Đồng thời, Quang Anh cũng ký hợp đồng quản lý với công ty Cát Tiên Sa.

### Từ sau cuộc thi đến nay
Sau khi giành ngôi vị Quán quân của Giọng hát Việt Nhí. Quang Anh quay trở về quê Thanh Hóa tiếp tục theo học lớp 7B, trường THCS Lý Tự Trọng. Nhận được rất nhiều lời mời biểu diễn ở khắp các sân khấu lớn nhỏ, nhưng gia đình chỉ nhận lời và cho Quang Anh đi hát vào dịp cuối tuần để không ảnh hưởng đến việc học.
Tháng 9 và tháng 10 năm 2013, để tri ân khán giả, Quang Anh tham gia một loạt các chương trình thiện nguyện như "Học đường tươi sáng", "Vì ngày mai tươi sáng", "Vì một Việt Nam khỏe mạnh".
Tháng 1 năm 2014, Quang Anh làm khách mời trong Liveshow Vẫn Mãi Một Nụ cười của ca sĩ Đan Trường. Hai chú cháu đã có tiết mục song ca bài " Lời ru Rừng Xanh ".
Tháng 4 năm 2014, Quang Anh có chuyến lưu diễn đầu tiên tại nước ngoài (đất nước Úc) cùng với các nghệ sĩ: Hoài Linh, Chí Tài, Trường Giang, Hoài Lâm và đã song ca rất ăn ý với ca sĩ Bằng Kiều ca khúc "Sắc Màu" .
Tháng 6 năm 2014, dưới sự định hướng của hai người thầy Hồ Hoài Anh và Lưu Hương Giang, Quang Anh ôn thi và đã đỗ vào trường Học viện Âm nhạc Quốc gia Việt Nam khoa Jazz, chuyên ngành gõ Jazz. Quang Anh và mẹ chuyển lên Hà Nội sinh sống và học tập bài bản trong Học viện Âm nhạc Quốc gia
Tháng 10 năm 2014, Quang Anh làm khách mời trong đêm Chung kết của Giọng hát Việt nhí năm 2014 và đã thể hiện ca khúc "Đồ chơi đất" của nhạc sĩ Lưu Thiên Hương.
Tháng 11 năm 2014, Quang Anh góp mặt trong Liveshow 5 của chương trình Cặp đôi hoàn hảo, và hỗ trợ cho cặp đôi Dương Hoàng Yến và Hà Duy với liên khúc Quê nhà - Gặp mẹ trong mơ
Tháng 12 năm 2014, Quang Anh đã góp mặt trong đêm Gala Giọng hát Việt nhí hội tụ tất cả thí sinh nổi bật của hai mùa. Quang Anh đã biểu diễn ca khúc Sài Gòn Hà Nội, một sáng tác của Lưu Thiên Hương.
Tháng 3 năm 2015, Quang Anh góp mặt trong Liveshow "Đối mặt" của ca sĩ Đàm Vĩnh Hưng.
Năm 2023, anh tham gia mùa thứ ba của chương trình Rap Việt, trở thành học trò của thầy Bâus ( Andree Right Hand) và đã vào tới TOP 9 - trận chung kết. Vượt qua từng vòng, có rất nhiều bàn luận và tranh cãi nhưng chưa ai dám phủ nhận tài năng âm nhạc của chàng trai 2001 này.
Năm 2024, RHYDER tham gia Anh trai "say hi" và giảnh giải Á Quân của Anh trai "say hi" (mùa 1).
Cuối tháng 11 năm 2024 anh tổ chức Minishow đầu tiên của bản thân tại Thành phố Hồ Chí Minh với tên gọi "Dự án bí mật". Minishow nhận được sự tham gia cổ vũ đông đảo của khán giả và các nghệ sĩ khách mời, tại sự kiện này tài năng âm nhạc của RHYDER đã được chứng minh và khẳng định thông qua loạt các ca khúc do anh tự sáng và biểu diễn ngay trên sân khấu, đồng thời RHYDER cũng giữ vai trò Giám đốc âm nhạc trong chính Minishow của mình.

### Các hoạt động khác
- Năm 2011: Tham gia đóng tiểu phẩm " Giấc mơ bay" và "Chậu hồng màu tím" của Đài PTTH Thanh Hóa[31].
- Tháng 10 năm 2013: Gia nhập Biệt Đội Tay Sạch Hành Động của LifeBuoy cùng với Thu Hà, Tôn Chí Long, Hồng Khanh, Phúc Nguyên đi khắp các vùng miền của Việt Nam để tuyên truyền, kêu gọi các bạn nhỏ rửa tay bằng xà phòng[32].
- Tháng 4 năm 2014: Gia nhập nhóm Nha Sĩ Nhí Hành Động của P/S cùng với Đỗ Nhật Nam[33].

## Danh sách ca khúc biểu diễn

### Album phòng thu
- Thói hư (dự kiến 2025)

### Đĩa đơn và Tham gia hợp tác
| Tên ca khúc                            | Nhạc sĩ                                    | Ca sĩ                                                          | Chú thích                                            |
| -------------------------------------- | ------------------------------------------ | -------------------------------------------------------------- | ---------------------------------------------------- |
| Lý kéo chài                            | Dân ca Nam Bộ                              | Quang Anh                                                      | Liên hoan tiếng hát Hoa phượng đỏ TP. Thanh Hóa 2011 |
| Đám cưới chuột                         | Nhóm Gạt Tàn Đầy                           | Quang Anh                                                      | Giọng hát Việt nhí 2013 - Vòng giấu mặt              |
| Come together                          | Nhạc nước ngoài                            | Quang Anh                                                      | Giọng hát Việt nhí 2013 - Vòng đối đầu               |
| Chiếc khăn piêu                        | Doãn Nho                                   | Quang Anh                                                      | Giọng hát Việt nhí 2013 - Vòng Liveshow 1            |
| Sắc Màu                                | Trần Tiến                                  | Quang Anh                                                      | Giọng hát Việt nhí 2013 - Vòng Liveshow 4            |
| Thềnh thềnh Oong ơi                    | Nguyễn Cường                               | Quang Anh                                                      | Giọng hát Việt nhí 2013 - Vòng Bán kết               |
| Đá trông chồng                         | Lê Minh Sơn                                | Quang Anh                                                      | Giọng hát Việt nhí 2013 - Vòng Chung kết             |
| Quê nhà                                | Trần Tiến                                  | Quang Anh, Hồ Hoài Anh, Lưu Hương Giang                        | Giọng hát Việt nhí 2013 - Vòng Chung kết             |
| Giữ lấy niềm tin                       | Hồ Hoài Anh                                | Quang Anh và Top 5                                             | Giọng hát Việt nhí 2013 - Vòng Chung kết             |
| Bay                                    | Nguyễn Hải Phong                           | Quang Anh                                                      |                                                      |
| Rock vầng trăng                        | Trần Thanh Tùng                            | Quang Anh                                                      | Đêm nhạc trung thu "Ngày mai tươi sáng"              |
| Nhớ mùa thu Hà Nội                     | Trịnh Công Sơn                             | Quang Anh và Thu Hà                                            | Đêm nhạc "Vì một Việt Nam khỏe mạnh"                 |
| Gánh hàng rau                          | Hồ Hoài Anh                                | Quang Anh và Cao Khánh                                         | Đêm nhạc " Cười lên Việt Nam ơi"                     |
| Cười lên Việt Nam ơi                   | Lê Xuân Vũ                                 | Quang Anh và các thí sinh Giọng hát Việt nhí                   |                                                      |
| Con cò                                 | Lưu Hà An                                  | Quang Anh                                                      | Đêm nhạc "Vũ điệu Gangnam Style"                     |
| Đừng ngồi yên trong góc tối            | Võ Thiện Thanh                             | Quang Anh                                                      | Đêm nhạc "Vũ điệu Gangnam Style"                     |
| Một ngày mới                           | Hùng Lân - Hoàng Anh                       | Quang Anh, Thu Hà, các bé Đồ rê mí 2013                        | Chương trình Gặp gỡ VTV                              |
| Lời ru rừng xanh                       | Lương Bằng Quang                           | Quang Anh và Đan Trường                                        | Liveshow Đan Trường - " Vẫn mãi một nụ cười"         |
| Mẹ yêu                                 | Phương Uyên                                | Quang Anh                                                      | Hát từ thiện tại chùa Vĩnh Thái, Thanh Hóa           |
| Ba kể con nghe                         | Nguyễn Hải Phong                           | Quang Anh                                                      | Offline Hoài Lâm - Hà Nội                            |
| Đồ chơi đất                            | Lưu Thiên Hương                            | Quang Anh                                                      | Chung kết Giọng hát Việt nhí 2014                    |
| Mom Mom (Cover)                        | Yanbi                                      | Quang Anh                                                      | Cover mừng sinh nhật mẹ                              |
| Tình yêu màu nắng (Cover)              | Phạm Thanh Hà                              | Quang Anh và Thu Hà                                            |                                                      |
| Con có mẹ rồi                          | Hồ Hoài Anh                                | Quang Anh, Mai Chí Công, Hà Trang                              | Đêm nhạc từ thiện "Áo ấm cho em 2014"                |
| Liên khúc Quê nhà- Gặp mẹ trong mơ     | Trần Tiến - Nhạc ngoại lời Việt            | Quang Anh, Dương Hoàng Yến, Hà Duy                             | Cặp đôi hoàn hảo 2014 - Liveshow 5                   |
| Sài Gòn - Hà Nội                       | Lưu Thiên Hương                            | Quang Anh                                                      | Gala Giọng hát Việt nhí 2014                         |
| Cho tôi                                | Hồ Hoài Anh                                | Quang Anh và Top ca Giọng hát Việt nhí 2 mùa                   | Gala Giọng hát Việt nhí 2014                         |
| Xuân rạng ngời                         | Thiều Bảo Trang                            | Quang Anh và Thu Hà                                            | Chương trình "Mùa xuân cho em" 2015                  |
| Thu Cạn                                | Giáng Son                                  | Quang Anh và Ngô Thanh Huyền                                   | Chương trình "Bữa Trưa Vui Vẻ"                       |
| Mưa nắng hạ                            | Quang Anh Rhyder                           | Rhyder & Feliks Alvin                                          |                                                      |
| Để Anh Một Mình (Để Em Rời Xa - FBoiz) | RHYDER                                     | RHYDER                                                         | Rap Việt (mùa 3) - Vòng chinh phục                   |
| Cậu Ấm, Cô Chén                        | RHYDER & Dubbie                            | RHYDER & Dubbie                                                | Rap Việt (mùa 3) - Vòng đối đầu                      |
| Từ chối hiểu                           | RHYDER                                     | RHYDER                                                         | Rap Việt (mùa 3) - Vòng bứt phá                      |
| Anh không xứng                         | RHYDER                                     | RHYDER                                                         | Rap Việt (mùa 3) - Chung kết 1                       |
| Da Money Team (Ánh Đèn Sân Khấu 2)     | RHYDER & Andree Right Hand                 | RHYDER & Andree Right Hand & Evy                               | Rap Việt (mùa 3) - Chung kết 2                       |
| Sau cơn mưa                            | RHYDER & CoolKid                           | RHYDER & CoolKid                                               |                                                      |
| Chịu cách mình nói thua                | RHYDER, CoolKid, BAN                       | RHYDER, CoolKid, BAN                                           |                                                      |
| Tết đến                                | RHYDER                                     | RHYDER                                                         |                                                      |
| No Far No Star                         | AUGUST, RHYDER, Captain BoyHURRYKNG, TAGE  | RHYDER, Captain Boy, Tage, Song Luân, Đỗ Phú Quí               | Anh Trai "Say Hi" (mùa 1)                            |
| Hào quang                              | BAOVU, RHYDER, Pháp Kiều                   | RHYDER, Dương Domic, Pháp Kiều                                 | Anh Trai "Say Hi" (mùa 1)                            |
| I'm Thinking About You                 | CAO HÀ ĐỨC ANH, REDT, RHYDER, Tlinh        | RHYDER, Wean, Đức Phúc, Hùng Huỳnh, Tlinh                      | Anh Trai "Say Hi" (mùa 1)                            |
| Chân thành                             | MAIQUINN, RHYDER, Captain Boy              | RHYDER, Quang Hùng MasterD, Captain Boy, Wean, Ali Hoàng Dương | Anh Trai "Say Hi" (mùa 1)                            |
| SOS                                    | RHYDER, Captain Boy, Wean                  | RHYDER, Quang Hùng MasterD, Captain Boy, Wean, Ali Hoàng Dương | Anh Trai "Say Hi" (mùa 1)                            |
| Anh biết rồi                           | RHYDER                                     | RHYDER                                                         | Anh Trai "Say Hi" (mùa 1)                            |
| Ngạo nghễ                              | RHYDER, HURRYKNG, Anh Tú Atus              | RHYDER, HURRYKNG, Anh Tú Atus, Isaac                           | Anh Trai "Say Hi" (mùa 1)                            |
| Khát vọng là người Việt                | Nguyễn Thuơng, Mr.T, JustaTee, Captain Boy | các thành viên trong Anh trai "say hi"                         | Anh Trai "Say Hi" (mùa 1)                            |
| Ừ thì chia tay                         | Captain Boy, RHYDER                        | Captain Boy, RHYDER                                            |                                                      |
| Nỗi đau đính kèm                       | RHYDER                                     | Anh Tú Atus , RHYDER                                           |                                                      |
| Sống là phải động                      | RHYDER                                     | RHYDER, Anh Tú Atus                                            | Ca khúc quảng cáo Oppo                               |
| Đến là đón                             | RHYDER, TAGE                               | RHYDER, TAGE                                                   | Album Wechoice Awards 2024                           |
| Ăn Chốt                                | gung0cay, RHYDER                           | gung0cay, RHYDER                                               |                                                      |

## Giải thưởng
| Năm  | Giải thưởng           | Hạng mục                                     | Đề cử                            | Kết quả   |
| ---- | --------------------- | -------------------------------------------- | -------------------------------- | --------- |
| 2013 | Zing Music Awards     | Nghệ sĩ mới được yêu thích                   | Bản thân                         | Đề cử     |
| 2013 | Mai Vàng              | Top 10 ca sĩ được yêu thích nhất             | Bản thân                         | Đoạt giải |
| 2013 | Mai Vàng              | Nam ca sĩ nhạc nhẹ                           | Bản thân                         | Đoạt giải |
| 2014 | Mai Vàng              | Ca khúc                                      | Đồ Chơi Đất                      | Đề cử     |
| 2023 | Làn sóng xanh 2023    | Gương mặt mới xuất sắc                       | Bản thân                         | Đề cử     |
| 2024 | Mai Vàng 2024         | Nam ca sĩ - Rapper                           | Bản thân                         | Đề cử     |
| 2024 | Mai Vàng 2024         | Ca khúc                                      | Hào Quang                        | Đề cử     |
| 2024 | Ấn tượng VTV          | Gương mặt trẻ Ấn tượng (Lĩnh vực Nghệ thuật) | Bản thân                         | Đoạt giải |
| 2024 | Male Icon Awards 2024 | Best New Music Artist of The Year            | Bản thân                         | Đoạt giải |
| 2024 | Làn sóng xanh         | Top 10 ca khúc được yêu thích nhất           | Ca khúc "Hào Quang"              | Đoạt giải |
| 2024 | Làn sóng xanh         | Sự kết hợp xuất sắc                          | Ca khúc "Hào Quang"              | Đề cử     |
| 2024 | Làn sóng xanh         | Ca sĩ đột phá                                | Bản thân                         | Đề cử     |
| 2024 | Wechoice Awards       | Top 10 nhân vật truyền cảm hứng              | Bản thân                         | Đoạt giải |
| 2024 | Wechoice Awards       | Ca sĩ/ Rapper có hoạt động đột phá           | Bản thân                         | Đề cử     |
| 2024 | Wechoice Awards       | Màn trình diễn bùng nổ                       | Ca khúc "I'm thinking about you" | Đề cử     |

### Vinh danh
- Giải Nhất Liên hoan Tiếng hát Hoa phượng đỏ TP. Thanh Hóa năm 2011[55].
- Quán quân cuộc thi Giọng Hát Việt Nhí 2013[56].
- Top 9 Rap Việt mùa 3 .[57]
- Á Quân  'Anh Trai "Say Hi"'.[58]

## Thông tin thêm
Ngoài khả năng ca hát, Quang Anh còn có nhiều tài lẻ liên quan đến âm nhạc như: Beatbox, Nhảy, chơi trống, đọc Rap, chơi đàn.
Trong âm nhạc, thần tượng Việt Nam của Quang Anh là ca sĩ Bằng Kiều, và thần tượng quốc tế là G-Dragon.
Biệt danh "Bụng Bự" là biệt danh thân thuộc mà nhiều người gọi Quang Anh. Biệt danh này do Fan hâm mộ đặt cho Quang Anh trong thời gian tham gia Giọng Hát Việt Nhí.